# Collegio elettorale di Alessandria-Tortona
Il collegio di Alessandria-Tortona fu un collegio elettorale uninominale della Repubblica Italiana appartenente alla Circoscrizione Piemonte; fu utilizzato per eleggere un senatore della Repubblica dalla I alla XI legislatura.

## Storia
Il collegio venne creato nel 1948 secondo la legge n. 29 del 6 febbraio 1948 la quale, pur basandosi sull'impianto proporzionale in vigore per la Camera, rispetto a quest'ultima conteneva alcuni piccoli correttivi in senso maggioritario. Tale legge ebbe il suo definitivo perfezionamento col Testo Unico n°361 del 1957. Differentemente dalla Camera, la legge elettorale del Senato si articolava su base regionale, seguendo il dettato costituzionale (art.57). Ogni Regione era suddivisa in tanti collegi uninominali quanti erano i seggi ad essa assegnati. All'interno di ciascun collegio, veniva eletto il candidato che avesse raggiunto il quorum del 65% delle preferenze: tale soglia, oggettivamente di difficilissimo conseguimento, tradiva l'impianto proporzionale su cui era concepito anche il sistema elettorale della Camera Alta. Qualora, come normalmente avveniva, nessun candidato avesse conseguito l'elezione, i voti di tutti i candidati venivano raggruppati in liste di partito a livello regionale, dove i seggi venivano allocati utilizzando il metodo D'Hondt delle maggiori medie statistiche e quindi, all'interno di ciascuna lista, venivano dichiarati eletti i candidati con le migliori percentuali di preferenza.
Nel 1993, con la cosiddetta Legge Mattarella (Legge n. 276, Norme per l'elezione del Senato della Repubblica), attuata in seguito al referendum abrogativo del 1993, venne istituito per la Camera dei deputati e per il Senato della Repubblica un sistema di elezione misto, in parte maggioritario e in parte proporzionale. Il 75% dei parlamentari dell'assemblea veniva eletto in collegi uninominali tramite sistema maggioritario a turno unico; il restante 25% al Senato veniva eletto tramite recupero proporzionale dei più votati non eletti attraverso un meccanismo di calcolo denominato "scorporo", cioè sottraendo dal conteggio dei voti totali di una lista nella parte proporzionale i voti ottenuti dai candidati collegati alla medesima lista che erano eletti nei collegi uninominali con il sistema maggioritario.
Il collegio di Alessandria-Tortona venne pertanto abolito nel 1993 e fu sostituito dal collegio uninominale di Alessandria.

## Territorio
Il collegio di Alessandria-Tortona era uno dei 17 collegi uninominali in cui era suddiviso il Piemonte; comprendeva i seguenti comuni: Alessandria, Alluvioni Cambiò, Alzano Scrivia, Avolasca, Bergamasco, Berzano di Tortona, Borgoratto Alessandrino, Bosco Marengo, Brignano Frascata, Carbonara Scrivia, Carezzano, Casal Cermelli, Casalnoceto, Casasco, Castellania Coppi, Castellar Guidobono, Castellazzo Bormida, Castelnuovo Scrivia, Cerreto Grue, Costa Vescovato, Dernice, Fabbrica Curone, Frascaro, Fresonara, Frugarolo, Gamalero, Garbagna, Gremiasco, Guazzora, Isola Sant'Antonio, Masio, Molino dei Torti, Momperone, Monleale, Montacuto, Montegioco, Montemarzino, Oviglio, Paderna, Pietra Marazzi, Piovera, Pontecurone, Pozzol Groppo, Predosa, Sale, San Sebastiano Curone, Sarezzano, Sezzadio, Spineto Scrivia, Tortona, Viguzzolo, Villalvernia, Villaromagnano, Volpedo e Volpeglino.

## Dati elettorali

### I legislatura
|                                                                                | Igino Tomassini          | Democrazia Cristiana           | 48 158  | 42,45 |  |  |  |  |  |
|                                                                                | Carlo Boccassi ✔️ Eletto | Fronte Democratico Popolare    | 44 919  | 39,59 |  |  |  |  |  |
|                                                                                | Francesco Durando        | Unità Socialista               | 12 313  | 10,85 |  |  |  |  |  |
|                                                                                | Pier Vittorio Operti     | Blocco Nazionale               | 4 966   | 4,38  |  |  |  |  |  |
|                                                                                | Giuseppe Carbone         | Partito dei Contadini d'Italia | 3 102   | 2,73  |  |  |  |  |  |
| Totale                                                                         | Totale                   | Totale                         | 113 458 | 100   |  |  |  |  |  |
|                                                                                |                          |                                |         |       |  |  |  |  |  |
| Voti non validi                                                                | Voti non validi          | Voti non validi                | 5 712   | 4,79  |  |  |  |  |  |
| Votanti                                                                        | Votanti                  | Votanti                        | 119 170 | 93,43 |  |  |  |  |  |
| Elettori                                                                       | Elettori                 | Elettori                       | 127 550 |       |  |  |  |  |  |
|                                                                                |                          |                                |         |       |  |  |  |  |  |
| Nota: quorum del 65% non raggiunto; ripartizione dei seggi a livello regionale |                          |                                |         |       |  |  |  |  |  |
| Data: 18 aprile 1948                                                           |                          |                                |         |       |  |  |  |  |  |
| Fonte: Ministero dell'interno                                                  |                          |                                |         |       |  |  |  |  |  |

### II legislatura
|                                                                                | Edoardo Martino          | Democrazia Cristiana                    | 41 273  | 35,36 |  |  |  |  |  |
|                                                                                | Carlo Boccassi ✔️ Eletto | Partito Comunista Italiano              | 31 401  | 26,90 |  |  |  |  |  |
|                                                                                | Michele Giua             | Partito Socialista Italiano             | 19 069  | 16,34 |  |  |  |  |  |
|                                                                                | Giuseppe Romita          | Partito Socialista Democratico Italiano | 11 516  | 9,87  |  |  |  |  |  |
|                                                                                | Alfonso Ollearo          | Movimento Sociale Italiano              | 4 947   | 4,24  |  |  |  |  |  |
|                                                                                | Francesco Maiocco        | Partito Nazionale Monarchico            | 4 324   | 3,70  |  |  |  |  |  |
|                                                                                | Giuseppe M. Astori       | Partito Liberale Italiano               | 2 666   | 2,28  |  |  |  |  |  |
|                                                                                | Riccardo Levi            | Unità Popolare                          | 1 028   | 0,88  |  |  |  |  |  |
|                                                                                | Corrado Sgadari          | Alleanza Democratica Nazionale          | 497     | 0,43  |  |  |  |  |  |
| Totale                                                                         | Totale                   | Totale                                  | 116 721 | 100   |  |  |  |  |  |
|                                                                                |                          |                                         |         |       |  |  |  |  |  |
| Voti non validi                                                                | Voti non validi          | Voti non validi                         | 5 709   | 4,66  |  |  |  |  |  |
| Votanti                                                                        | Votanti                  | Votanti                                 | 122 430 | 95,40 |  |  |  |  |  |
| Elettori                                                                       | Elettori                 | Elettori                                | 128 330 |       |  |  |  |  |  |
|                                                                                |                          |                                         |         |       |  |  |  |  |  |
| Nota: quorum del 65% non raggiunto; ripartizione dei seggi a livello regionale |                          |                                         |         |       |  |  |  |  |  |
| Data: 7 giugno 1953                                                            |                          |                                         |         |       |  |  |  |  |  |
| Fonte: Ministero dell'interno                                                  |                          |                                         |         |       |  |  |  |  |  |

### III legislatura
|                                                                                | Luigi Illario               | Democrazia Cristiana                       | 40 355  | 33,22 |  |  |  |  |  |
|                                                                                | Carlo Boccassi ✔️ Eletto    | Partito Comunista Italiano                 | 30 021  | 24,71 |  |  |  |  |  |
|                                                                                | Carlo Ronza                 | Partito Socialista Italiano                | 21 266  | 17,50 |  |  |  |  |  |
|                                                                                | Pietro Borgarelli ✔️ Eletto | Partito Socialista Democratico Italiano    | 13 101  | 10,78 |  |  |  |  |  |
|                                                                                | Natale Valdata              | Partito Liberale Italiano                  | 8 964   | 7,38  |  |  |  |  |  |
|                                                                                | Francesco Baraldi           | Movimento Sociale Italiano                 | 3 424   | 2,82  |  |  |  |  |  |
|                                                                                | Carlo Poggio                | Partito Nazionale Monarchico               | 1 427   | 1,17  |  |  |  |  |  |
|                                                                                | Giuseppe Lunati             | Movimento Comunità                         | 911     | 0,75  |  |  |  |  |  |
|                                                                                | Vittorio Bozzola            | Partito Monarchico Popolare                | 760     | 0,63  |  |  |  |  |  |
|                                                                                | Giuseppe D'Antonio          | Movimento Autonomista Regionale Piemontese | 658     | 0,54  |  |  |  |  |  |
|                                                                                | Aldo Quaranta               | PRI - PR                                   | 602     | 0,50  |  |  |  |  |  |
| Totale                                                                         | Totale                      | Totale                                     | 121 489 | 100   |  |  |  |  |  |
|                                                                                |                             |                                            |         |       |  |  |  |  |  |
| Voti non validi                                                                | Voti non validi             | Voti non validi                            | 5 925   | 4,65  |  |  |  |  |  |
| Votanti                                                                        | Votanti                     | Votanti                                    | 127 414 | 95,94 |  |  |  |  |  |
| Elettori                                                                       | Elettori                    | Elettori                                   | 132 803 |       |  |  |  |  |  |
|                                                                                |                             |                                            |         |       |  |  |  |  |  |
| Nota: quorum del 65% non raggiunto; ripartizione dei seggi a livello regionale |                             |                                            |         |       |  |  |  |  |  |
| Data: 25 maggio 1958                                                           |                             |                                            |         |       |  |  |  |  |  |
| Fonte: Ministero dell'interno                                                  |                             |                                            |         |       |  |  |  |  |  |

### IV legislatura
|                                                                                | A. Goggi                 | Democrazia Cristiana                    | 36 802  | 29,68 |  |  |  |  |  |
|                                                                                | Carlo Boccassi ✔️ Eletto | Partito Comunista Italiano              | 36 789  | 29,67 |  |  |  |  |  |
|                                                                                | Carlo Ronza              | Partito Socialista Italiano             | 18 917  | 15,25 |  |  |  |  |  |
|                                                                                | Natale Valdata           | Partito Socialista Democratico Italiano | 16 334  | 13,17 |  |  |  |  |  |
|                                                                                | Luigi Buzio              | Partito Liberale Italiano               | 11 041  | 8,90  |  |  |  |  |  |
|                                                                                | Francesco Baraldi        | MSI - PDIUM                             | 4 123   | 3,32  |  |  |  |  |  |
| Totale                                                                         | Totale                   | Totale                                  | 124 006 | 100   |  |  |  |  |  |
|                                                                                |                          |                                         |         |       |  |  |  |  |  |
| Voti non validi                                                                | Voti non validi          | Voti non validi                         | 6 868   | 5,25  |  |  |  |  |  |
| Votanti                                                                        | Votanti                  | Votanti                                 | 130 874 | 95,89 |  |  |  |  |  |
| Elettori                                                                       | Elettori                 | Elettori                                | 136 480 |       |  |  |  |  |  |
|                                                                                |                          |                                         |         |       |  |  |  |  |  |
| Nota: quorum del 65% non raggiunto; ripartizione dei seggi a livello regionale |                          |                                         |         |       |  |  |  |  |  |
| Data: 28 aprile 1963                                                           |                          |                                         |         |       |  |  |  |  |  |
| Fonte: Ministero dell'interno                                                  |                          |                                         |         |       |  |  |  |  |  |

### V legislatura
|                                                                                | Franco Antonicelli ✔️ Eletto | PCI - PSIUP                   | 42 704  | 34,33 |  |  |  |  |  |
|                                                                                | A. Devecchi                  | Democrazia Cristiana          | 41 373  | 33,26 |  |  |  |  |  |
|                                                                                | A. T. Garosci                | PSI-PSDI Unificati            | 23 422  | 18,83 |  |  |  |  |  |
|                                                                                | Natale Valdata               | Partito Liberale Italiano     | 11 496  | 9,24  |  |  |  |  |  |
|                                                                                | E. Cabella                   | MSI - PDIUM                   | 3 695   | 2,97  |  |  |  |  |  |
|                                                                                | L. Pivano                    | Partito Repubblicano Italiano | 1 713   | 1,38  |  |  |  |  |  |
| Totale                                                                         | Totale                       | Totale                        | 124 403 | 100   |  |  |  |  |  |
|                                                                                |                              |                               |         |       |  |  |  |  |  |
| Voti non validi                                                                | Voti non validi              | Voti non validi               | 7 751   | 5,87  |  |  |  |  |  |
| Votanti                                                                        | Votanti                      | Votanti                       | 132 154 | 96,23 |  |  |  |  |  |
| Elettori                                                                       | Elettori                     | Elettori                      | 137 333 |       |  |  |  |  |  |
|                                                                                |                              |                               |         |       |  |  |  |  |  |
| Nota: quorum del 65% non raggiunto; ripartizione dei seggi a livello regionale |                              |                               |         |       |  |  |  |  |  |
| Data: 19 maggio 1968                                                           |                              |                               |         |       |  |  |  |  |  |
| Fonte: Ministero dell'interno                                                  |                              |                               |         |       |  |  |  |  |  |

### VI legislatura
|                                                                                | Andrea Filippa ✔️ Eletto | PCI - PSIUP                             | 41 483  | 32,57 |  |  |  |  |  |
|                                                                                | A. Castellani            | Democrazia Cristiana                    | 40 594  | 31,87 |  |  |  |  |  |
|                                                                                | P. Magrassi              | Partito Socialista Italiano             | 15 941  | 12,52 |  |  |  |  |  |
|                                                                                | Luigi Buzio              | Partito Socialista Democratico Italiano | 10 635  | 8,35  |  |  |  |  |  |
|                                                                                | Francesco Carpignano     | Movimento Sociale Italiano              | 7 558   | 5,93  |  |  |  |  |  |
|                                                                                | M. Barbieri              | Partito Liberale Italiano               | 6 841   | 5,37  |  |  |  |  |  |
|                                                                                | A. Goggi                 | Partito Repubblicano Italiano           | 4 303   | 3,38  |  |  |  |  |  |
| Totale                                                                         | Totale                   | Totale                                  | 127 355 | 100   |  |  |  |  |  |
|                                                                                |                          |                                         |         |       |  |  |  |  |  |
| Voti non validi                                                                | Voti non validi          | Voti non validi                         | 6 474   | 4,84  |  |  |  |  |  |
| Votanti                                                                        | Votanti                  | Votanti                                 | 133 829 | 96,59 |  |  |  |  |  |
| Elettori                                                                       | Elettori                 | Elettori                                | 138 554 |       |  |  |  |  |  |
|                                                                                |                          |                                         |         |       |  |  |  |  |  |
| Nota: quorum del 65% non raggiunto; ripartizione dei seggi a livello regionale |                          |                                         |         |       |  |  |  |  |  |
| Data: 7 maggio 1972                                                            |                          |                                         |         |       |  |  |  |  |  |
| Fonte: Ministero dell'interno                                                  |                          |                                         |         |       |  |  |  |  |  |

### VII legislatura
|                                                                                | Carlo Pollidoro ✔️ Eletto | Partito Comunista Italiano              | 49 931  | 38,86 |  |  |  |  |  |
|                                                                                | Renzo Patria              | Democrazia Cristiana                    | 42 153  | 32,81 |  |  |  |  |  |
|                                                                                | Federico Coen             | Partito Socialista Italiano             | 14 178  | 11,04 |  |  |  |  |  |
|                                                                                | Luigi Buzio               | Partito Socialista Democratico Italiano | 7 592   | 5,91  |  |  |  |  |  |
|                                                                                | Francesco Carpignano      | Movimento Sociale Italiano              | 5 618   | 4,37  |  |  |  |  |  |
|                                                                                | Carlo Taverna             | Partito Repubblicano Italiano           | 4 155   | 3,23  |  |  |  |  |  |
|                                                                                | Francesco Scaccheri       | Partito Liberale Italiano               | 3 468   | 2,70  |  |  |  |  |  |
|                                                                                | Giuseppino Pernice        | Partito Radicale                        | 1 387   | 1,08  |  |  |  |  |  |
| Totale                                                                         | Totale                    | Totale                                  | 128 482 | 100   |  |  |  |  |  |
|                                                                                |                           |                                         |         |       |  |  |  |  |  |
| Voti non validi                                                                | Voti non validi           | Voti non validi                         | 4 327   | 3,26  |  |  |  |  |  |
| Votanti                                                                        | Votanti                   | Votanti                                 | 132 809 | 95,98 |  |  |  |  |  |
| Elettori                                                                       | Elettori                  | Elettori                                | 138 367 |       |  |  |  |  |  |
|                                                                                |                           |                                         |         |       |  |  |  |  |  |
| Nota: quorum del 65% non raggiunto; ripartizione dei seggi a livello regionale |                           |                                         |         |       |  |  |  |  |  |
| Data: 20 giugno 1976                                                           |                           |                                         |         |       |  |  |  |  |  |
| Fonte: Ministero dell'interno                                                  |                           |                                         |         |       |  |  |  |  |  |

### VIII legislatura
|                                                                                | Carlo Pollidoro ✔️ Eletto | Partito Comunista Italiano                   | 45 240  | 36,23 |  |  |  |  |  |
|                                                                                | L. Vandone                | Democrazia Cristiana                         | 39 008  | 31,24 |  |  |  |  |  |
|                                                                                | A. Rossa                  | Partito Socialista Italiano                  | 15 420  | 12,35 |  |  |  |  |  |
|                                                                                | C. Pelucco                | Partito Socialista Democratico Italiano      | 8 094   | 6,48  |  |  |  |  |  |
|                                                                                | Francesco Carpignano      | Movimento Sociale Italiano                   | 5 038   | 4,03  |  |  |  |  |  |
|                                                                                | F. Borsalino              | Partito Liberale Italiano                    | 4 840   | 3,88  |  |  |  |  |  |
|                                                                                | A. Goggi                  | Partito Repubblicano Italiano                | 3 994   | 3,20  |  |  |  |  |  |
|                                                                                | G. Lazagna                | Partito Radicale - Nuova Sinistra Unita      | 2 729   | 2,19  |  |  |  |  |  |
|                                                                                | F. Lucido                 | Costituente di Destra - Democrazia Nazionale | 505     | 0,40  |  |  |  |  |  |
| Totale                                                                         | Totale                    | Totale                                       | 124 868 | 100   |  |  |  |  |  |
|                                                                                |                           |                                              |         |       |  |  |  |  |  |
| Voti non validi                                                                | Voti non validi           | Voti non validi                              | 6 761   | 5,14  |  |  |  |  |  |
| Votanti                                                                        | Votanti                   | Votanti                                      | 131 629 | 94,79 |  |  |  |  |  |
| Elettori                                                                       | Elettori                  | Elettori                                     | 138 860 |       |  |  |  |  |  |
|                                                                                |                           |                                              |         |       |  |  |  |  |  |
| Nota: quorum del 65% non raggiunto; ripartizione dei seggi a livello regionale |                           |                                              |         |       |  |  |  |  |  |
| Data: 3 giugno 1979                                                            |                           |                                              |         |       |  |  |  |  |  |
| Fonte: Ministero dell'interno                                                  |                           |                                              |         |       |  |  |  |  |  |

### IX legislatura
|                                                                                | Carlo Pollidoro ✔️ Eletto           | Partito Comunista Italiano              | 40 785  | 34,42 |  |  |  |  |  |
|                                                                                | Giuseppe Giovanni Battista Alvigini | Democrazia Cristiana                    | 30 109  | 25,41 |  |  |  |  |  |
|                                                                                | Roberto Cassola ✔️ Eletto           | Partito Socialista Italiano             | 15 847  | 13,37 |  |  |  |  |  |
|                                                                                | Pier Luigi Romita                   | Partito Socialista Democratico Italiano | 8 845   | 7,46  |  |  |  |  |  |
|                                                                                | Lorenzo Sodani                      | Movimento Sociale Italiano              | 6 973   | 5,88  |  |  |  |  |  |
|                                                                                | Gianfranco Busso                    | Partito Repubblicano Italiano           | 6 321   | 5,33  |  |  |  |  |  |
|                                                                                | Raffaele Costa                      | Partito Liberale Italiano               | 5 069   | 4,28  |  |  |  |  |  |
|                                                                                | Ionnes Albertoni                    | Partito Radicale                        | 2 769   | 2,34  |  |  |  |  |  |
|                                                                                | Ludovico Geymonat                   | Democrazia Proletaria                   | 1 487   | 1,25  |  |  |  |  |  |
|                                                                                | Franco Antonio Costa                | Lista per Trieste                       | 293     | 0,25  |  |  |  |  |  |
| Totale                                                                         | Totale                              | Totale                                  | 118 498 | 100   |  |  |  |  |  |
|                                                                                |                                     |                                         |         |       |  |  |  |  |  |
| Voti non validi                                                                | Voti non validi                     | Voti non validi                         | 8 760   | 6,88  |  |  |  |  |  |
| Votanti                                                                        | Votanti                             | Votanti                                 | 127 258 | 92,20 |  |  |  |  |  |
| Elettori                                                                       | Elettori                            | Elettori                                | 138 026 |       |  |  |  |  |  |
|                                                                                |                                     |                                         |         |       |  |  |  |  |  |
| Nota: quorum del 65% non raggiunto; ripartizione dei seggi a livello regionale |                                     |                                         |         |       |  |  |  |  |  |
| Data: 26 giugno 1983                                                           |                                     |                                         |         |       |  |  |  |  |  |
| Fonte: Ministero dell'interno                                                  |                                     |                                         |         |       |  |  |  |  |  |

### X legislatura
|                                                                                | Alfio Brina ✔️ Eletto     | Partito Comunista Italiano              | 35 742  | 29,94 |  |  |  |  |  |
|                                                                                | Franco Stradella          | Democrazia Cristiana                    | 31 115  | 26,07 |  |  |  |  |  |
|                                                                                | Roberto Cassola ✔️ Eletto | Partito Socialista Italiano             | 20 506  | 17,18 |  |  |  |  |  |
|                                                                                | Pier Luigi Romita         | Partito Socialista Democratico Italiano | 6 652   | 5,57  |  |  |  |  |  |
|                                                                                | Aldo Rovito               | Movimento Sociale Italiano              | 6 562   | 5,50  |  |  |  |  |  |
|                                                                                | S. M. Valzania            | Partito Repubblicano Italiano           | 3 549   | 2,97  |  |  |  |  |  |
|                                                                                | Andrea Ferrari            | Lista Verde                             | 3 421   | 2,87  |  |  |  |  |  |
|                                                                                | F. Borsalino              | Partito Liberale Italiano               | 3 400   | 2,85  |  |  |  |  |  |
|                                                                                | P. Craveri                | Partito Radicale                        | 3 330   | 2,79  |  |  |  |  |  |
|                                                                                | L. Picinelli              | Liga Veneta - Pensionati Uniti          | 2 257   | 1,89  |  |  |  |  |  |
|                                                                                | R. Belcari                | Democrazia Proletaria                   | 1 538   | 1,29  |  |  |  |  |  |
|                                                                                | L. C. Baldi               | Piemont Autonomia Regionale             | 482     | 0,40  |  |  |  |  |  |
|                                                                                | G. Pasini                 | Movimento di Liberazione Fiscale        | 328     | 0,27  |  |  |  |  |  |
|                                                                                | A. Colli                  | Piemont                                 | 293     | 0,25  |  |  |  |  |  |
|                                                                                | D. Foschi                 | Alleanza Popolare Pensionati            | 185     | 0,15  |  |  |  |  |  |
| Totale                                                                         | Totale                    | Totale                                  | 119 360 | 100   |  |  |  |  |  |
|                                                                                |                           |                                         |         |       |  |  |  |  |  |
| Voti non validi                                                                | Voti non validi           | Voti non validi                         | 7 188   | 5,68  |  |  |  |  |  |
| Votanti                                                                        | Votanti                   | Votanti                                 | 126 548 | 92,00 |  |  |  |  |  |
| Elettori                                                                       | Elettori                  | Elettori                                | 137 553 |       |  |  |  |  |  |
|                                                                                |                           |                                         |         |       |  |  |  |  |  |
| Nota: quorum del 65% non raggiunto; ripartizione dei seggi a livello regionale |                           |                                         |         |       |  |  |  |  |  |
| Data: 14 giugno 1987                                                           |                           |                                         |         |       |  |  |  |  |  |
| Fonte: Ministero dell'interno                                                  |                           |                                         |         |       |  |  |  |  |  |

### XI legislatura
|                                                                                | Anna Maria Gatti Castagnello | Democrazia Cristiana                    | 22 590  | 19,19 |  |  |  |  |  |
|                                                                                | Margherita Boniver ✔️ Eletta | Partito Socialista Italiano             | 21 988  | 18,68 |  |  |  |  |  |
|                                                                                | Alfio Brina ✔️ Eletto        | Partito Democratico della Sinistra      | 18 988  | 16,13 |  |  |  |  |  |
|                                                                                | Francesca Calvo              | Lega Nord                               | 17 151  | 14,57 |  |  |  |  |  |
|                                                                                | Ezio Gemma                   | Partito della Rifondazione Comunista    | 8 381   | 7,12  |  |  |  |  |  |
|                                                                                | Paolo Mossi                  | Partito Liberale Italiano               | 5 241   | 4,45  |  |  |  |  |  |
|                                                                                | Aldo Rovito                  | Movimento Sociale Italiano              | 5 222   | 4,44  |  |  |  |  |  |
|                                                                                | Alfredo Emilio Cavanenghi    | Partito Repubblicano Italiano           | 4 283   | 3,64  |  |  |  |  |  |
|                                                                                | Andrea Ferrari               | Federazione dei Verdi                   | 3 376   | 2,87  |  |  |  |  |  |
|                                                                                | Carmine Parente              | Partito Socialista Democratico Italiano | 2 791   | 2,37  |  |  |  |  |  |
|                                                                                | Quintilio Benvenuto          | Partito Pensionati                      | 2 254   | 1,91  |  |  |  |  |  |
|                                                                                | Giuseppe Franchi             | Lega Alpina Piemont                     | 1 801   | 1,53  |  |  |  |  |  |
|                                                                                | Franco Fantaroni             | La Lega Casalinghe-Pensionati           | 1 351   | 1,15  |  |  |  |  |  |
|                                                                                | Fulvio Gianaria              | Sì Referendum                           | 1 317   | 1,12  |  |  |  |  |  |
|                                                                                | Gian Luigi Marianini         | Verdi Verdi                             | 776     | 0,66  |  |  |  |  |  |
|                                                                                | Francesco Sommariva          | Federalismo - Pensionati Uomini Vivi    | 196     | 0,17  |  |  |  |  |  |
| Totale                                                                         | Totale                       | Totale                                  | 117 706 | 100   |  |  |  |  |  |
|                                                                                |                              |                                         |         |       |  |  |  |  |  |
| Voti non validi                                                                | Voti non validi              | Voti non validi                         | 6 967   | 5,59  |  |  |  |  |  |
| Votanti                                                                        | Votanti                      | Votanti                                 | 124 673 | 89,73 |  |  |  |  |  |
| Elettori                                                                       | Elettori                     | Elettori                                | 138 940 |       |  |  |  |  |  |
|                                                                                |                              |                                         |         |       |  |  |  |  |  |
| Nota: quorum del 65% non raggiunto; ripartizione dei seggi a livello regionale |                              |                                         |         |       |  |  |  |  |  |
| Data: 5 aprile 1992                                                            |                              |                                         |         |       |  |  |  |  |  |
| Fonte: Ministero dell'interno                                                  |                              |                                         |         |       |  |  |  |  |  |